# Gold Coast
Pour les articles homonymes, voir Gold Coast (homonymie).
Gold Coast (La Côte d'Or) est une ville australienne située le long de la mer de Corail formant la ville de Gold Coast, à environ 75 km au sud-est de Brisbane dans la région Sud-Est du Queensland en Australie. C'est aussi un littoral touristique.
S'étendant sur une cinquantaine de kilomètres, cette agglomération de 555 721 habitants résulte d'un long processus de fusion municipale entamé dans les années 1950. Elle constitue actuellement la sixième ville d'Australie et la deuxième du Queensland.
Gold Coast vit le jour officiellement le 16 mai 1959.
C'est un haut lieu du tourisme en Australie. S'y élève la tour Q1 (323 m et près de 80 étages) située dans le district de Surfers Paradise. C'était à l'achèvement de sa construction en 2006, le plus haut gratte-ciel d'Australie et la plus haute tour d'habitation du monde. Dans les environs sont situés de nombreux parcs d'attractions, dont Currumbin Wildlife Sanctuaire, Dreamworld, Movie World, Sea World et Wet'n'Wild Water World.

## Géographie

### Situation
Gold Coast est située en Australie, à l'extrême sud-est de l'État du Queensland, près de la frontière avec la Nouvelle-Galles du Sud. Elle se trouve à 94 km au sud de la ville de Brisbane, capitale de l'État. Elle s'étend de Beenleigh et Russell Island (en) au nord jusqu'à la frontière entre le Queensland et la Nouvelle-Galles du Sud au sud, soit une distance d'environ 56 km.

### Hydrographie
La Nerang River est le principal cours d'eau qui traverse Gold Coast, du sud au nord parallèlement à la côte, alimentant ainsi les marais situé à l'intérieur des terres, lesquels ont été aménagés en marinas.

### Plages
Située en bordure de la mer de Corail, la ville se compose de 57 kilomètres de littoral avec certains des plus populaires spots de surf en Australie et dans le monde, y compris, South Stradbroke Island (en), The Spit, Main Beach (en), Surfers Paradise, Broadbeach (en), Mermaid Beach (en), Nobby Beach, Miami (en), Burleigh Beach, Burleigh Heads (en), Tallebudgera Beach, Palm Beach (en), Currumbin Beach (en) Tugun (en), Bilinga, Kirra (en), Coolangatta, Greenmount Beach (en), Rainbow Bay (en), Snapper Rocks (en) et Froggies Beach. Duranbah Beach (en) est l'une des plus connues de la planète pour le surf et est souvent considérée comme faisant partie de Gold Coast City, mais est en fait juste en face de la frontière de la Nouvelle-Galles du Sud. Le nom officiel de la plage est de Flagstaff Beach. Duranbah est une petite ville située à environ 12 kilomètres au sud-ouest de la plage, mais le nom Duranbah Beach est devenu son accepté identité.
Les plages intérieures populaires comprennent Southport, Budds Beach, Marine Stadium, Currumbin Alley, Tallebudgera Estuary, Jabiru Island, Paradise Point, Harley Park, Santa Barbara, Boykambil et Evandale Lake.

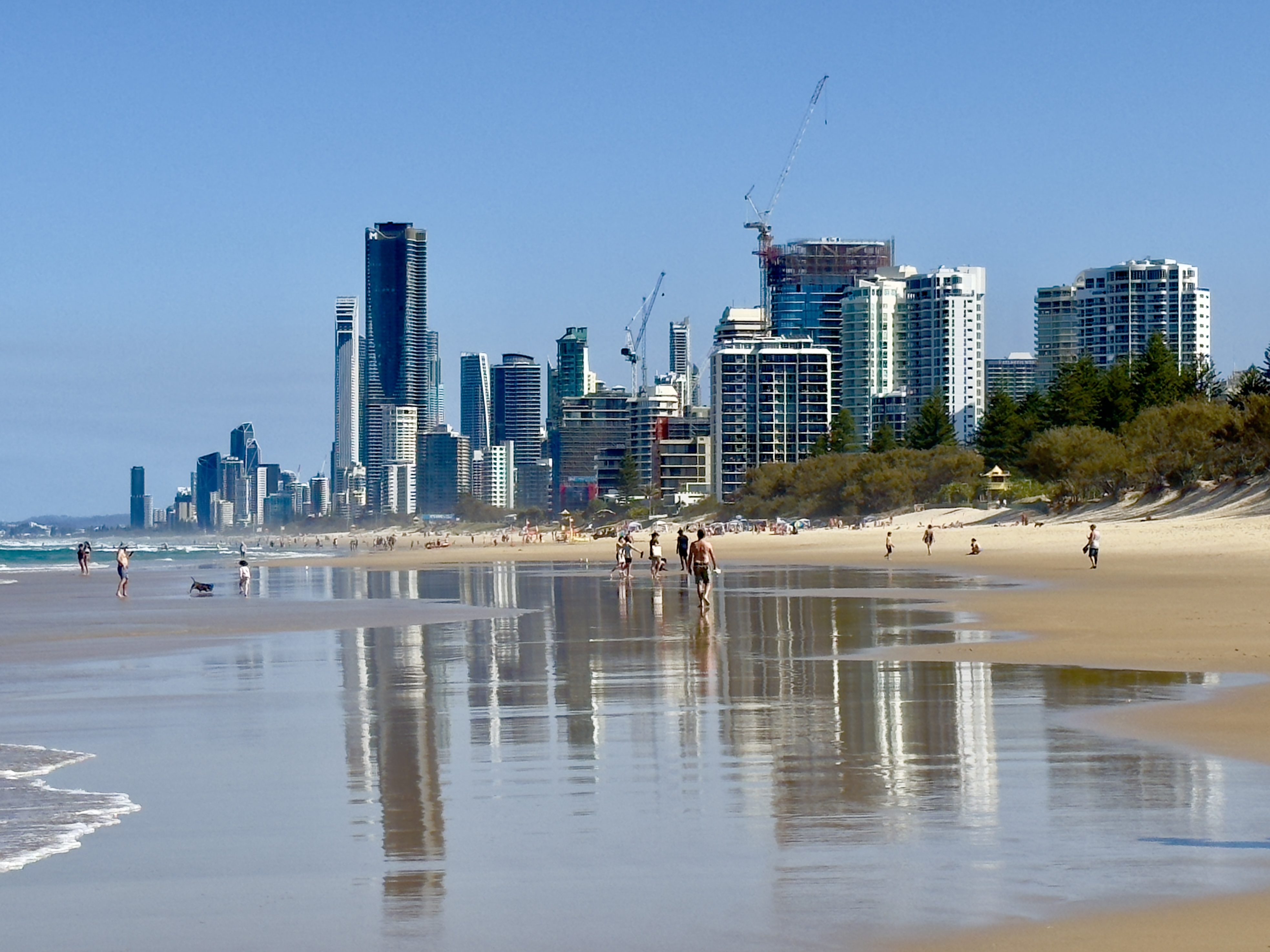
La plage principale de Gold Coast, septembre 2023.

## Climat
Gold Coast a un climat subtropical humide (Köppen: Cfa, avec des hivers très doux et des étés étouffant. Les saisons sont très peu marquées, avec une température moyenne annuelle de 25,3 °C l'après-midi et de 17,3 °C le matin. Il y a 1 288,3 mm de pluie par an, avec la majorité des orages et des averses en été. Les extrêmes ont varié de 2,5 °C le 19 juillet 2007 à 40,5 °C le février 2005. La mer de Corail qui borde Gold Coast est toute l'année entre 21,5 °C° l'hiver et 27,1 °C l'été.
Gold Coast
| Mois                                            | jan.  | fév.  | mars  | avril | mai   | juin  | jui. | août | sep. | oct. | nov.  | déc.  | année   |
| ----------------------------------------------- | ----- | ----- | ----- | ----- | ----- | ----- | ---- | ---- | ---- | ---- | ----- | ----- | ------- |
| Température minimale moyenne (°C)               | 21,9  | 21,8  | 20,9  | 18,3  | 15,4  | 13,2  | 12,1 | 12,5 | 14,9 | 17   | 18,9  | 20,5  | 17,3    |
| Température moyenne (°C)                        | 25,4  | 25,3  | 24,5  | 22,2  | 19,5  | 17,3  | 16,7 | 17,4 | 19,5 | 21,2 | 22,9  | 24,3  | 21,3    |
| Température maximale moyenne (°C)               | 28,8  | 28,7  | 28    | 26    | 23,6  | 21,4  | 21,3 | 22,2 | 24   | 25,4 | 26,8  | 28    | 25,3    |
| Record de froid (°C)                            | 16,7  | 17,2  | 13,4  | 8,9   | 6,6   | 3,8   | 2,5  | 4,2  | 7,9  | 9,4  | 8,2   | 14,7  | 2,5     |
| Record de chaleur (°C)                          | 38,5  | 40,5  | 36,3  | 33,3  | 29,4  | 27,1  | 28,9 | 32,4 | 33   | 36,8 | 35,5  | 39,4  | 40,5    |
| Précipitations (mm)                             | 138,8 | 187,3 | 155,7 | 117,4 | 102,6 | 104,1 | 50,9 | 51   | 43,4 | 88,3 | 109,4 | 138,5 | 1 288,3 |
| dont nombre de jours avec précipitations ≥ 1 mm | 9,2   | 10,4  | 11,2  | 9     | 8,3   | 6,8   | 5,3  | 4,3  | 5,3  | 6,5  | 7,8   | 9     | 93,1    |
| Humidité relative (%)                           | 70    | 70    | 68    | 65    | 62    | 58    | 55   | 56   | 62   | 66   | 68    | 69    | 64      |

## Infrastructure

### Santé
L'hôpital de la Gold Coast à Southport était le principal CHU de la ville et le troisième dans le Queensland, en traitant plus de 58 000 cas par an ; l'établissement supervisait d'autres services des services de santé du district en tant que siège social. Il y a un deuxième hôpital public situé à Robina qui est en cours d'agrandissement pour augmenter sa capacité à 364 lits. Les services actuels comprennent la réadaptation, les services de psychiatrie et de soins palliatifs et d'urgence et les départements de soins intensifs.
Les hôpitaux privés de la ville sont Allamanda Hospital privé situé à Southport, Pindara Hospital à Benowa et John Flynn Gold Coast Hospital à Tugun dans le sud de la ville.

#### Gold Coast University Hospital
Les travaux du nouveau Centre Hospitalier Universitaire de Gold Coast (en) ont commencé à la fin de 2008. L'établissement, qui a coûté 1,76 milliard de dollars pour une capacité de 750 lits, fait plus de trois fois la taille de l'hôpital de Southport. Il a été construit sur un site de la zone verte à Southport Parklands pour remplacer l'hôpital de Southport. Les travaux furent terminés en décembre 2012.
Gold Coast University Hospital (en) (GCUH) a ouvert le 28 septembre 2013, tandis que l'ancien CHU a reçu son dernier patient dans l'après-midi. Un total de 219 patients ont été transférés de l'ancien hôpital de la Gold Coast au GCUH sur une période de deux jours et l'ancien hôpital est maintenant fermé.

### Voies de communication et transports
(octobre 2016).

#### Transport aérien

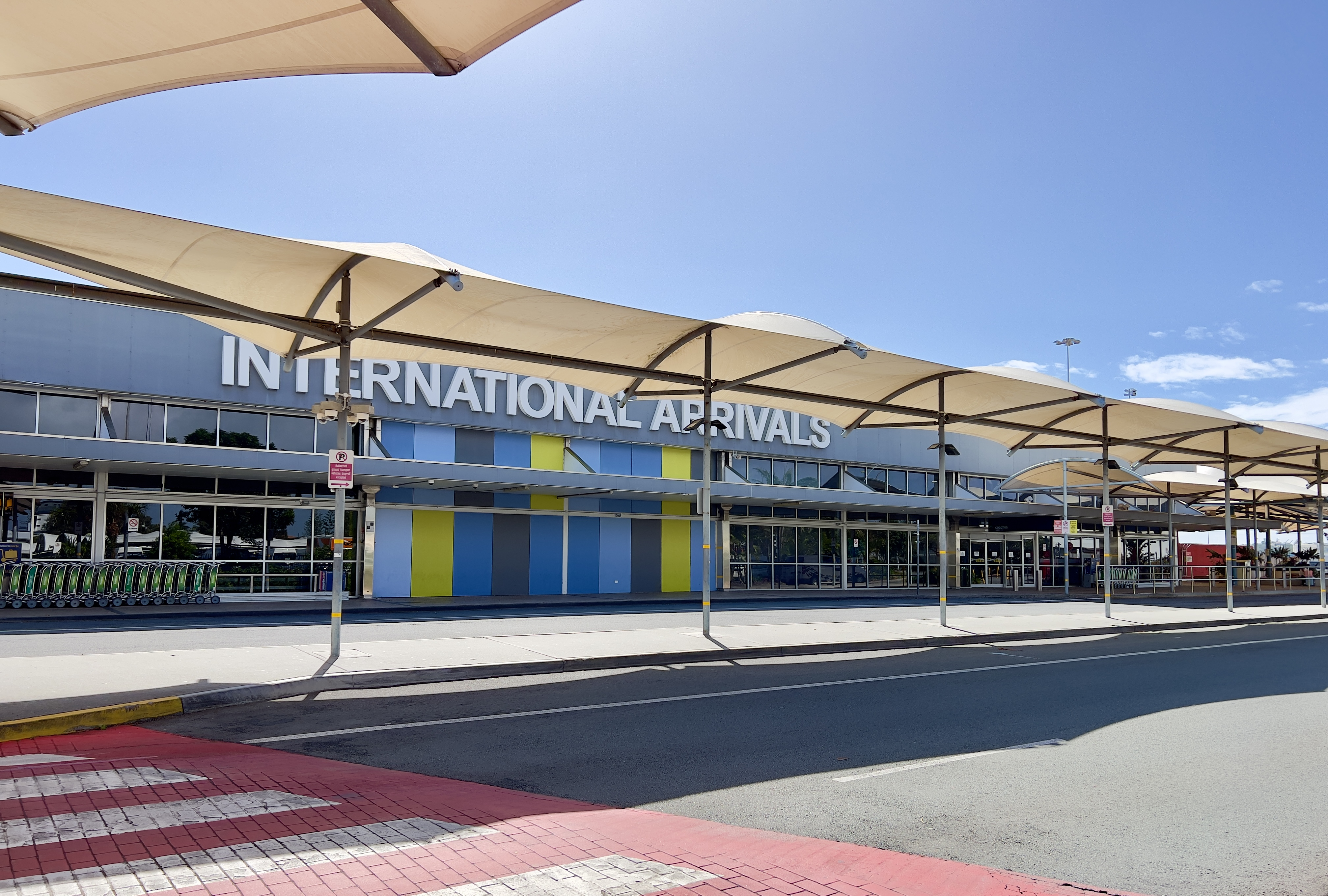
Aéroport international de Gold Coast. 2022

La conurbation possède son propre aéroport international situé à 25 km au sud de celle-ci, à environ 3 km à l'est de Coolangatta. Il permet de rejoindre les capitales et les grandes villes inter-étatiques ainsi que les grandes villes de Nouvelle-Zélande, l'aéroport international de Kuala Lumpur, en Malaisie, mais aussi le Japon et Singapour.

#### Transport routier
La voiture est le mode de transport dominant à Gold Coast avec plus de 70 % des personnes utilisant la voiture comme unique mode de transport pour se rendre au travail. Un certain nombre de grandes routes relient Gold Coast avec Brisbane, la Nouvelle-Galles du Sud, et les zones environnantes. La Pacific Highway (M1) est l'autoroute principale dans la région. Partant du Logan Highway (M6) à Brisbane, elle se déplace à travers la région et les liens jusqu'à la frontière entre la Nouvelle-Galles du Sud et le Queensland près de Tweed Heads. La Gold Coast Highway dessert les banlieues côtières de Gold Coast, y compris Surfers Paradise, Southport, et Burleigh Heads. À partir de la Pacific Highway à Tweed Heads, elle est parallèle à la côte jusqu'à ce qu'elle atteigne Labrador, où elle tourne à l'intérieur des terres pour rejoindre à nouveau la Pacific Highway à Helensvale. D'autres artères comprennent Smith Street, Reedy Creek Road, Nerang Broadbeach-Road et Surfers Paradise Boulevard.
L'augmentation de la population a entraîné une augmentation de la congestion du trafic. Cela a conduit le gouvernement de l'État du Queensland et à la ville de Gold Coast à faire plus d'efforts en investissant dans le transport durable. Les exemples incluent les transports en commun, y compris un nouveau service de ferry, location de vélo communautaire et une ligne de métro léger et des infrastructures pour les piétons et les cyclistes comme la Gold Coast Oceanway. La ligne de métro léger ouvrira ses portes en juin 2014 et desservira notamment Southport, Surfers Paradise et Broadbeach. Elle reliera Gold Coast University Hospital à Broadbeach South.

#### Transport en commun
La principale compagnie de transport par autobus à Gold Coast est Surfside Buslines. Il s'agit d'une partie de l'initiative de TransLink par le gouvernement du Queensland, visant à coordonner les prestataires de transport public de Brisbane et les zones environnantes. La majorité des lignes de bus qui opère circule le long de la Gold Coast Highway (en). Les services sont fréquents au cours de la journée, avec des intervalles étant aussi courts que cinq minutes entre Southport et Burleigh Heads.
De 1989 à 2017, Gold Coast était desservie par un monorail, une ligne de 1,3 km comportant trois stations.
Depuis 2014, Gold Coast est aussi parcourue par un métro léger comportant une ligne de 13 km de longueur desservant 16 stations, qui a été étendu en 2018.

#### Transport ferroviaire
Queensland Rail exploite les services de transport ferroviaire de Brisbane à la Gold Coast grâce à la ligne de chemin de fer de Gold Coast. La ligne suit la même voie que la ligne de chemin de fer de Beenleigh, en continuant après avoir atteint Beenleigh. Il s'ensuit alors une route similaire à celle de la Pacific Highway, elle traverse des gares de Coomera, Helensvale, Nerang et Robina avant de faire son terminus à Varsity Lakes. Une extension vers Coolangatta et l'aéroport de Gold Coast est projetée.

## Urbanisme

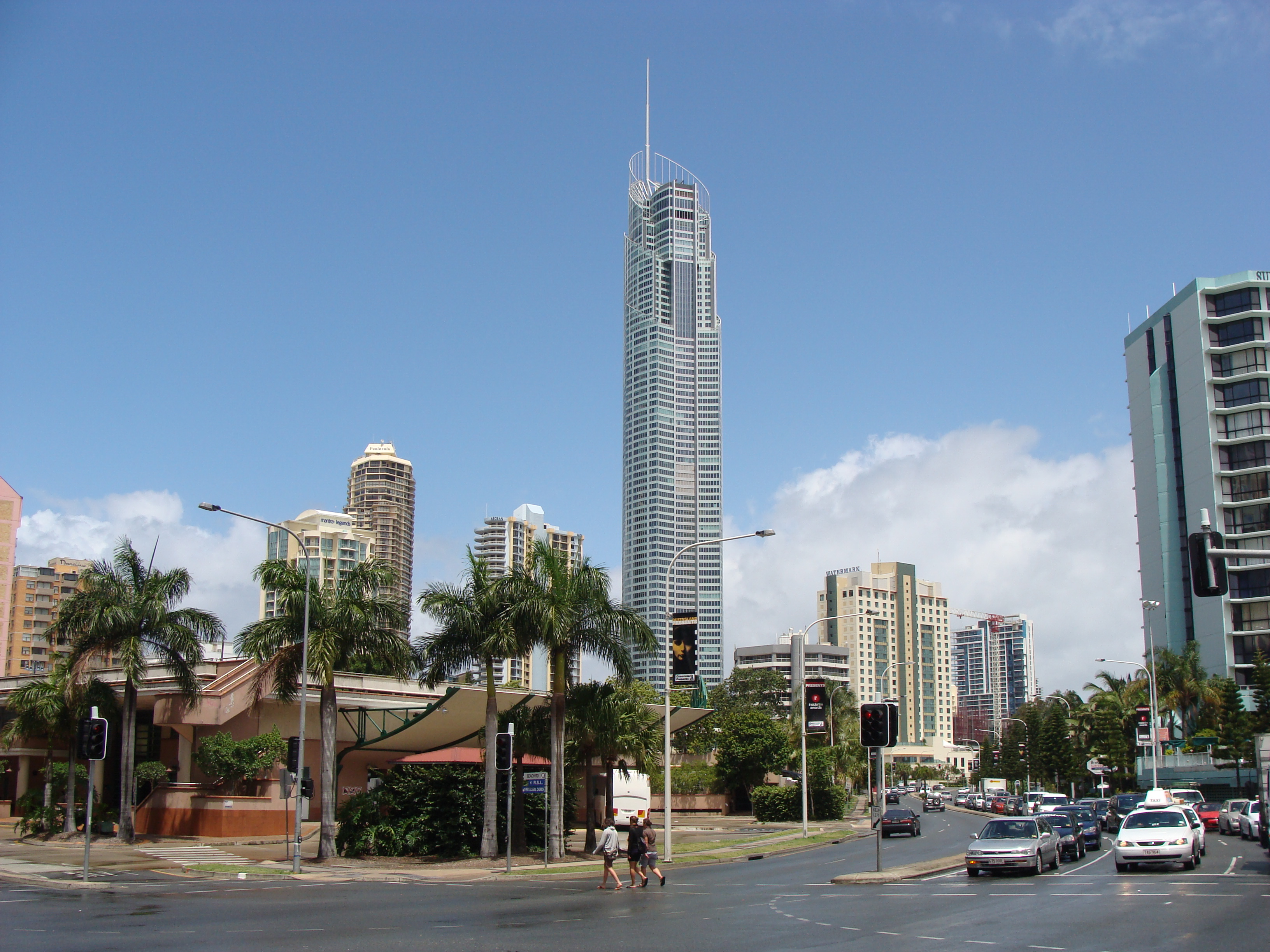
Q1 Tower, le plus grand gratte-ciel d‘Australie et Océanie

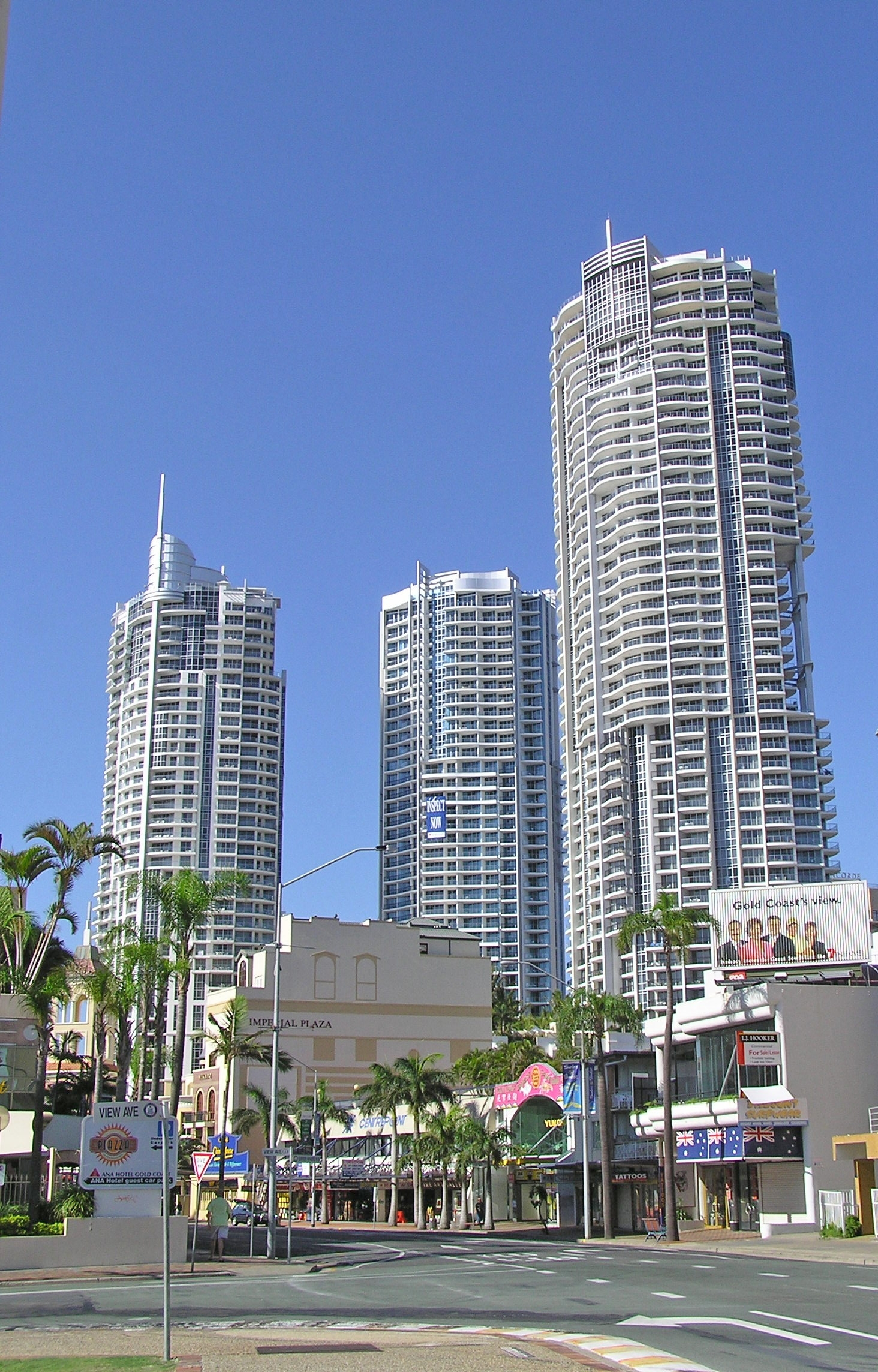
Les vues depuis le Gold Coast Highway.

La zone d'administration locale de « Ville de Gold Coast » est une vaste conurbation qui, outre ce qui peut être qualifié de centre ville, comprend des banlieues, des localités, des villes nouvelle et des districts ruraux. Les plus connus sont les suivants :
- Carrara
- Coolangatta
- Robina
- Southport
- Surfers Paradise (siège de la zone d'administration locale)

Plus d'une quarantaine de gratte-ciel s'élèvent à Gold Coast dont la Q1 Tower, le plus haut gratte-ciel d'Australie avec ses 322 mètres de hauteur.

## Histoire
Le lieutenant James Cook est le premier Européen à visiter la région quand il a navigué le long de la côte, le 16 mai 1770 à bord de l'Endeavour, suivi par le capitaine Matthew Flinders en 1802.
La région est restée en grande partie inhabitée par des Européens jusqu'en 1823, malgré le fait que les évadés de la colonie pénitentiaire de Moreton Bay venaient s'y cacher. John Oxley a été le premier explorateur à avoir débarqué sur le site, à Mermaid Beach, qui fut nommé ainsi d'après le nom de son bateau un cotre nommé Mermaid, c'est-à-dire « la sirène ».
La banlieue ouest de Nerang a ensuite vu s'établir comme une base pour l'industrie. Plus tard en 1875, Southport a été mis en place et a rapidement acquis la réputation de destination de vacances pour la classe supérieure des résidents de Brisbane.
En 1925, l'industrie du tourisme dans la région prit rapidement de l'ampleur après l'inauguration de la route côtière reliant Brisbane à Southport. Au même moment, Jim Cavill a créé le Surfers Paradise Hotel, qui a transformé Hard Rock Cafe et Paradise Towers en un complexe d'appartements. La population a augmenté de façon constante pour soutenir l'industrie du tourisme. Durant les années 1940, les spéculateurs immobiliers et les journalistes ont commencé à désigner à la région sous le nom de « Gold Coast », terme dont l'origine véritable n'est toujours pas certaine. Ce nom a été officiellement appliqué en 1958 à la zone du gouvernement local couvrant Southport et Coolangatta, bien que la zone urbaine et la zone du gouvernement local n'ont jamais eu les mêmes frontières. La désorganisation dans les constructions, due au boom démographique, laisse lentement sa place à un meilleur développement urbain, de par la levée en 1952 de certaines des restrictions aux règles d'urbanisme. Dans les années 1970, les promoteurs immobiliers ont eu un rôle dominant dans la vie politique locale, et des gratte-ciels ont commencé à dominer la région maintenant connue sous le nom de Surfers Paradise. Enfin, l'aéroport a été créé en 1981.
En 2007, Gold Coast a dépassé la population de Newcastle en Nouvelle-Galles du Sud pour devenir le sixième plus grande ville de l'Australie et la plus grande agglomération australienne n'ayant pas le statut de capitale d'État.

## Économie
La région de Gold Coast est l'une des plus dynamiques d'Australie.
Petite destination de vacances en bord de mer, Gold Coast City est devenue en cinquante ans la sixième plus grande ville d'Australie (et la plus peuplée en dehors des capitales d'états). Certaines diversifications ont eu lieu, la ville disposant désormais d'une industrie fondée sur les secteurs maritime, de l'éducation, de la communication de l'information et de la technologie, de l'alimentaire, du tourisme, de la création, de l'environnement et des industries du sport. Ces neuf secteurs ont été identifiés par le conseil municipal de Gold Coast comme les principales activités assurant la prospérité économique de la ville. Le taux de chômage de Gold Coast City (5,6 pour cent) est inférieur au niveau national (5,9 pour cent).

### Tourisme

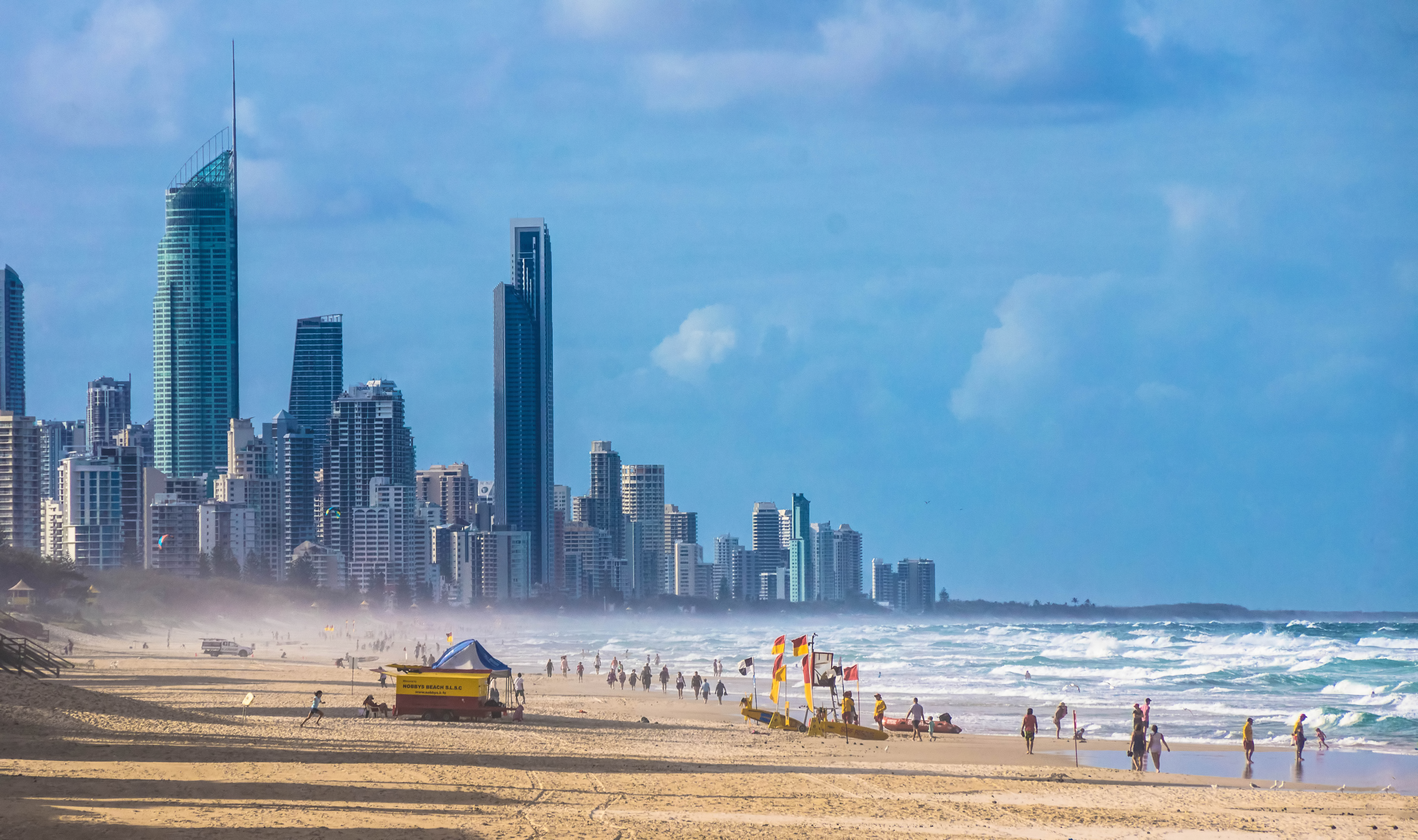
Vue de Gold Coast depuis la plage.

Près de 10 millions de touristes visitent la région de Gold Coast chaque année: 849 114 visiteurs internationaux, 3 468 000 visiteurs locaux avec nuitées et 5 366 000 visiteurs en journée. Le tourisme est la plus grande industrie de la région, qui contribue directement à plus de 4,4 milliards de dollars dans l'économie de la ville chaque année et représente directement un emploi sur quatre dans la ville. Il y a environ 65 000 chambres d’hôtel, 60 kilomètres la plage, 600 km de canaux, 100 000 hectares de réserve naturelle, 500 restaurants, 40 terrains de golf et cinq grands parcs à thème dans la ville. Diverses propositions ont été faites pour accroître le nombre de parcs à thème, au nombre de cinq actuellement.
Les liaisons internationales en provenance du Japon, de Nouvelle-Zélande, de Singapour et de Malaisie desservent aussi l'aéroport de Gold Coast avec les compagnies aériennes Flyscoot, Jetstar, Qantas, Air New Zealand, Virgin Australia et AirAsia X. L'aéroport de Brisbane est à moins d'une heure du centre de Gold Coast et des trains relient l'aéroport de Brisbane à Gold Coast.

## Monuments

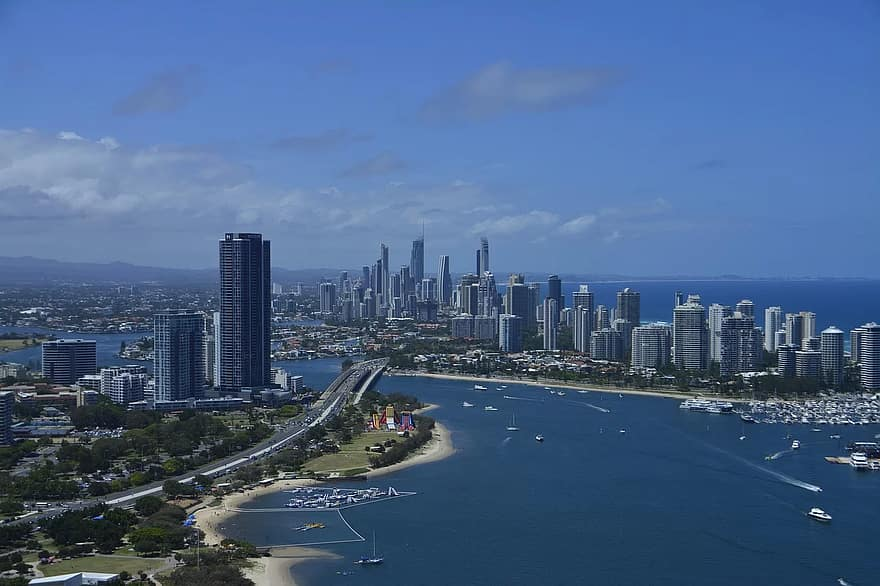
Skyline de Gold Coast.

Le tourisme est la principale industrie de Gold Coast City, générant un total de 2,5 milliards de dollars de revenus par an. Gold Coast est la destination touristique la plus populaire du Queensland. Il est la cinquième destination la plus visités d'Australie par les touristes internationaux. Les attractions touristiques comprennent des plages de surf et les parcs à thème, y compris, Dreamworld, Sea World, Wet'n'Wild, Seaworld, Warner Bros Movie World, WhiteWater World, Currumbin Wildlife Sanctuary, David Fleay Wildlife Park, Australian Outback Spectacular et Paradise Country.
Depuis l'ouverture de ce qui était alors la plus haute tour résidentielle du monde en 2005 (il est maintenant au cinquième rang), le Q1 a été une destination pour les touristes et les habitants. C'est le deuxième plus haut point de vue dans l'hémisphère sud après la Eureka Tower à Melbourne. La plate-forme d'observation, située au niveau 77, est la plus haute du Queensland et offre des vues dans toutes les directions, de Brisbane à Byron Bay. Elle domine l'horizon de Surfers Paradise, à 230 mètres de haut. Au total, le Q1 fait 324 mètres de haut.

## Éducation
L'infrastructure d'enseignement de la Gold Coast comprend :
- Universités - Trois grands campus universitaires (l'université Southern Cross à Tweed Heads, qui offre des cours de premier cycle et de troisième cycle en gestion des entreprises de congrès et d'événements, des études, de gestion du tourisme international et du droit et parajuristes ; l'université Bond à Robina et l'université Griffith, en intégrant les écoles de médecine et de dentisterie et la santé buccodentaire à l'Hôpital de la Gold Coast et le campus principal à Southport) et le plus petit campus Central Queensland University à Southport.

## Population et société

### Démographie
La population de Gold Coast, en constante augmentation, fait de la ville la deuxième de l'État du Queensland, derrière Brisbane. Entre juin 2010 et juin 2011, Gold Coast augmente sa population de 9 600 habitants. Cette progression est toutefois à relativiser dans la mesure où près de 90 % des agglomérations de l'État connaissent une augmentation de leur population durant cette période. Pourtant, la population de Gold Coast progresse de 1,8 % entre 2010 et 2011, tandis que celle de Brisbane n'augmente que de 1,3 %.

## Sport
La ville de Gold Coast a organisé la XXIe édition des Jeux du Commonwealth en 2018. Gold Coast possède deux équipes sportives professionnelles, les Gold Coast Titans, évoluant en National Rugby League depuis 2007 et les Gold Coast Suns, évoluant en Australian Football League depuis 2011.

### Football
L'équipe du Gold Coast United FC joue dans le championnat d'Australie depuis 2008. Elle emprunte le stade Skilled Park, de l'équipe de rugby à XIII de la ville. Le club a été dissous en 2012.

### Football australien
Les Gold Coast Suns jouent dans la Australian Football League depuis 2011. Leur stade est le Metricon Stadium.

### Rugby à XIII
Les Gold Coast Titans jouent dans la National Rugby League depuis 2007. Leur stade est le Skilled Park.

### Rugby à XV
Les Gold Coast Breakers jouent dans la Queensland Premier Rugby, troisième division de rugby du pays.

### Surf
La ville de Gold Coast est chaque année une étape du championnat du monde de surf.

### Événements
La Gold Coast 600 (anciennement connue sous le nom Lexmark Indy 300) est une course de voiture qui a lieu chaque année, généralement en octobre. La course se déroule dans les rues de Surfers Paradise et Main Beach. Le GC 600 comprend de nombreux autres événements.
Chaque mois de juillet, plus de 25 000 participants se rassemblent sur la Gold Coast pour courir le marathon de Gold Coast. Il est également le plus grand événement annuel sportif qui a lieu à Gold Coast.
Fin novembre à début décembre voit des milliers de jeunes quittant l'école à travers le pays descendent sur la Gold Coast pour les Schoolies, une période de deux semaines de fête et parties tout au long de Surfers Paradise, organisé par la ville de Gold Coast. L'événement est souvent critiqué au niveau national et local pour sa consommation d'alcool et ses actes de violence, mais tous les efforts de la police du Queensland et gouvernement de l'État de s'assurer que tous les jeunes qui quittent l'école ont un bon moment sont mises en place, y compris les habitants en marchant dans les rues et en gardant un œil sur les personnes dans le besoin d'aide. Au début de chaque année, Gold Coast accueille une étape du World Tour ASP de surf, où certains des meilleurs surfeurs du monde en compétition dans le Quiksilver Pro à Coolangatta.

## Médias

### Cinéma et télévision
Les séries télévisées H2O et Les Sirènes de Mako s'y déroulent. Gold Coast est le principal centre de production de films dans le Queensland et a représenté 75 % de la production de film dans le Queensland depuis les années 1990, avec des dépenses d'environ 150 millions de dollars par année. Gold Coast est le troisième plus grand centre de production cinématographique en Australie derrière Sydney et Melbourne. Warner Brothers sont situés juste à l'extérieur de la ville, à Oxenford qui ont été les lieux de tournage de films tels que les Scooby Doo. Beaucoup de films de Bollywood utilisent aussi les environs de Gold Coast en tant que lieu de tournage.
Roadshow Studios village sont à côté de la Warner Bros Theme Park Movie World à Oxenford. Les studios se composent de huit studios d'enregistrement, des salles de production, salles de montage, un atelier de costumes, des ateliers de construction, des réservoirs d'eau. Les studios varient en taille et ont une superficie globale de 10 844 m2, ce studio Warner Roadshow l'un des plus grands lots de studio dans l'hémisphère sud.

### Musique
Depuis 1994 a lieu tous les ans le festival de musique Big Day Out. Les musiciens Casey Barnes, Cody Simpson et Ricki-Lee Coulter sont originaires de Gold Coast.

## Personnalités nées à Gold Coast
- Cody Simpson, chanteur pop
- Margot Robbie, actrice
- Adam Hansen, cycliste professionnel
- Luke Mitchell, acteur
- Cameron McEvoy, nageur professionnel
- Alexa Leary, nageuse paralympique

## Galerie

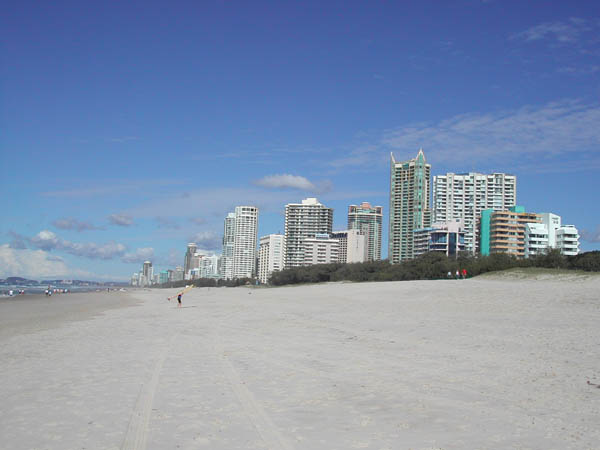
Vue de Surfers Paradise sur la Gold Coast.
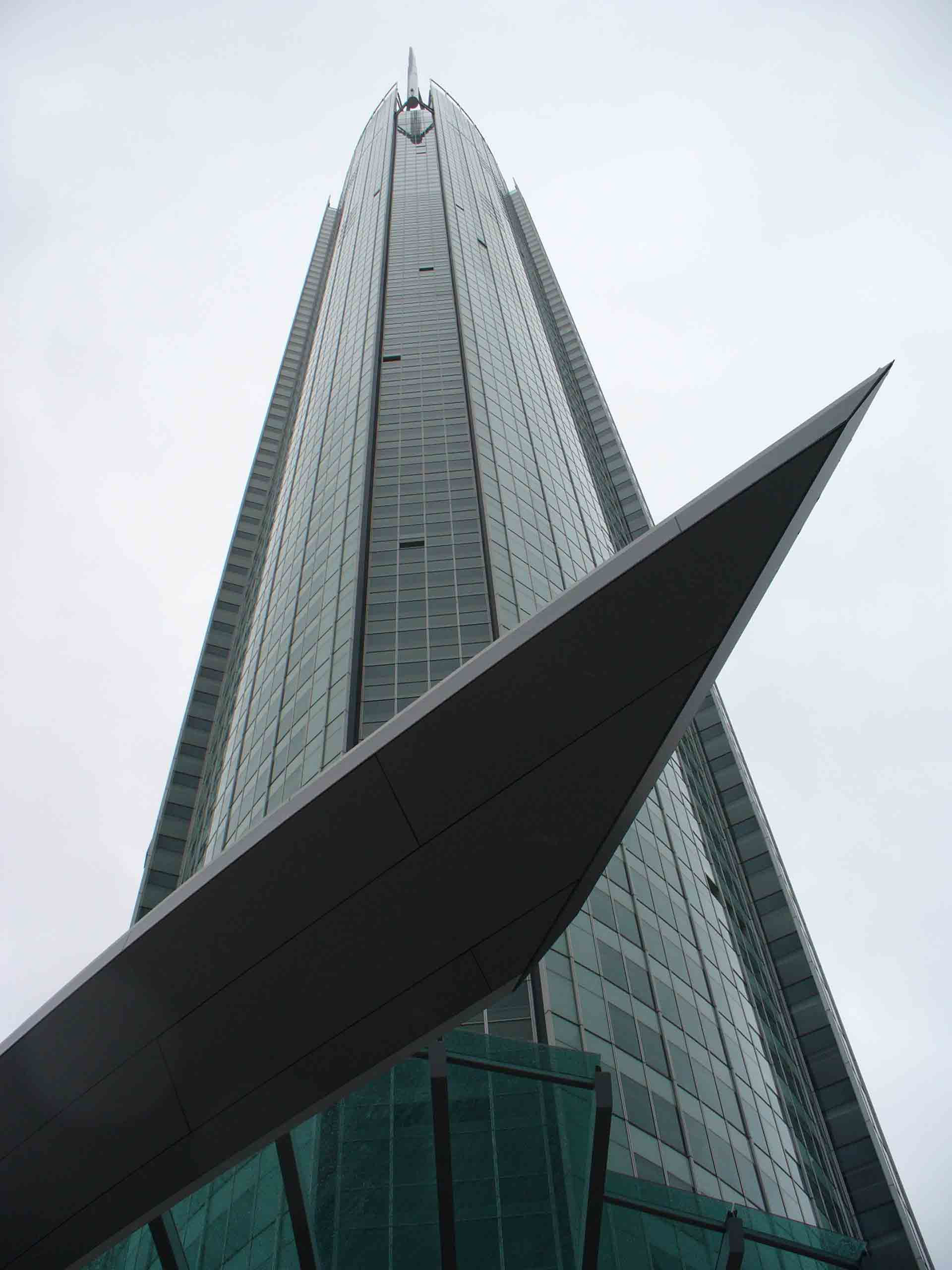
La tour Q1.
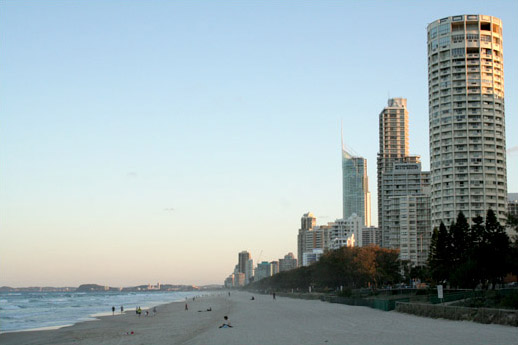
La plage et les immeubles.
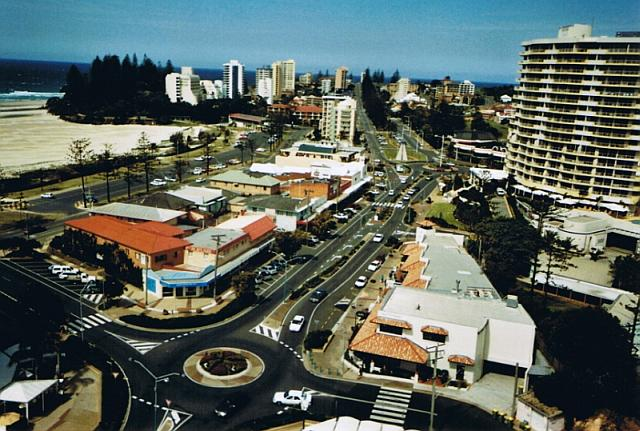
Vue sur la frontière entre Coolangatta (Queensland, à gauche) et Tweed Heads (Nouvelle Galles du sud, à droite).
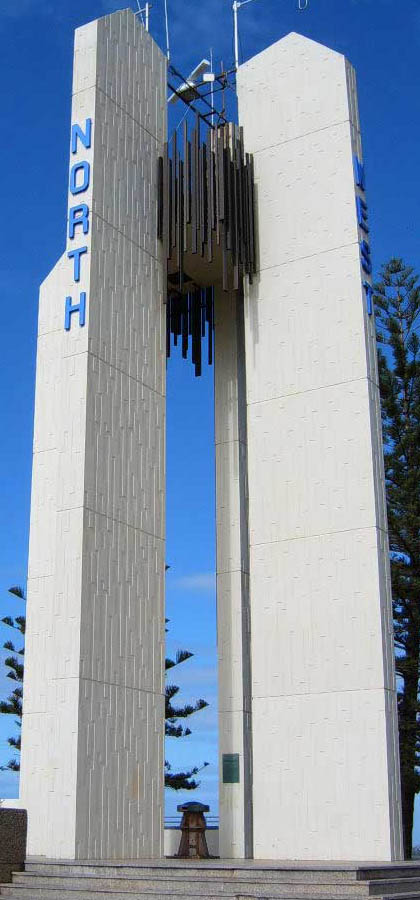
Le phare.
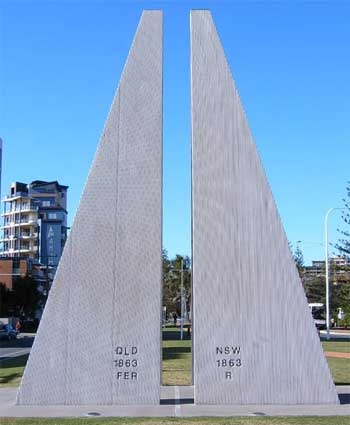
La frontière Queensland-Nouvelle Galles du Sud.

Il existe de très nombreux autres documents photographiques sur la page correspondante de Wikipedia anglophone (cf. Gold Coast).

## Jumelages
- Fort Lauderdale (États-Unis) depuis 1980
- District de Horowhenua (Nouvelle-Zélande) depuis 1982 : inactif
- Taipei (Taïwan) depuis 1982
- Tainan (Taïwan) depuis 1982
- Corfou (Grèce) depuis 1987 : inactif
- Netanya (Israël) depuis 1987 : inactif
- Nouméa (France) depuis 1992
- Oulan-Bator (Mongolie) depuis 1994 : inactif
- Takasu (Japon) depuis 1995
- Beihai (Chine) depuis 1997
- Dubaï (Émirats arabes unis) depuis 2001
- Medellín (Colombie)
- Neiva (Colombie)